# Jery Sandoval
Jery Sandoval (sinh ngày 18 tháng 12 năm 1986, tại Barranquilla, Colombia) là một nữ diễn viên, người mẫu và ca sĩ. Tại Colombia, cô được biết đến với vai María Reyes trong Los Reyes, một phiên bản Colombia của một telenovela Argentina có tên là Los Roldán. Cô cũng đóng vai chính trong Televisa México telenovela Código Postal với vai diễn Regina Corona. Gần đây nhất, cô đã xuất hiện trên series truyền hình Popland của MTV LA.

## Cuộc đời
Jery Sandoval sinh ra ở Barranquilla, Colombia và từ rất sớm cô đã sống ở Carmen de Bolivar. Ở đó cô học tại một trường Công giáo. Khả năng nghệ thuật của cô đã được chứng minh lúc 12 tuổi; đó là điều tự nhiên vì gia đình cô luôn ủng hộ sự quan tâm của cô đối với ca hát và âm nhạc. Sandoval bắt đầu hát trong dàn xướng ca của trường. Khi cô 12 tuổi, cô đã trở thành một phần của một nhóm nhạc có tên là "Notas y Colores", tại Carmen de Bolivar, nhóm đã hát những bản ballad và âm nhạc afroantilian. Ngoài ra, với người em họ của cô, Luis, họ thành lập một nhóm nhạc khác, nhóm đã giành vị trí đầu tiên trong một cuộc thi hát ở Sincelejo. Từ ngày 14 đến 16, Jery đi liên tục giữa Barranquilla và Bogota. Cô đã viết một số bài hát, trong đó có "Te Amo", "Cómo Dejarte" và "Mi Primer Día sin Ti". Năm 2001, nhờ công ty quản lý Iván Corredor Julio Navarra, Sandoval đã tham gia "Miss Miércoles", giành vị trí thứ hai. 